# کانادا در المپیک تابستانی ۱۹۲۸

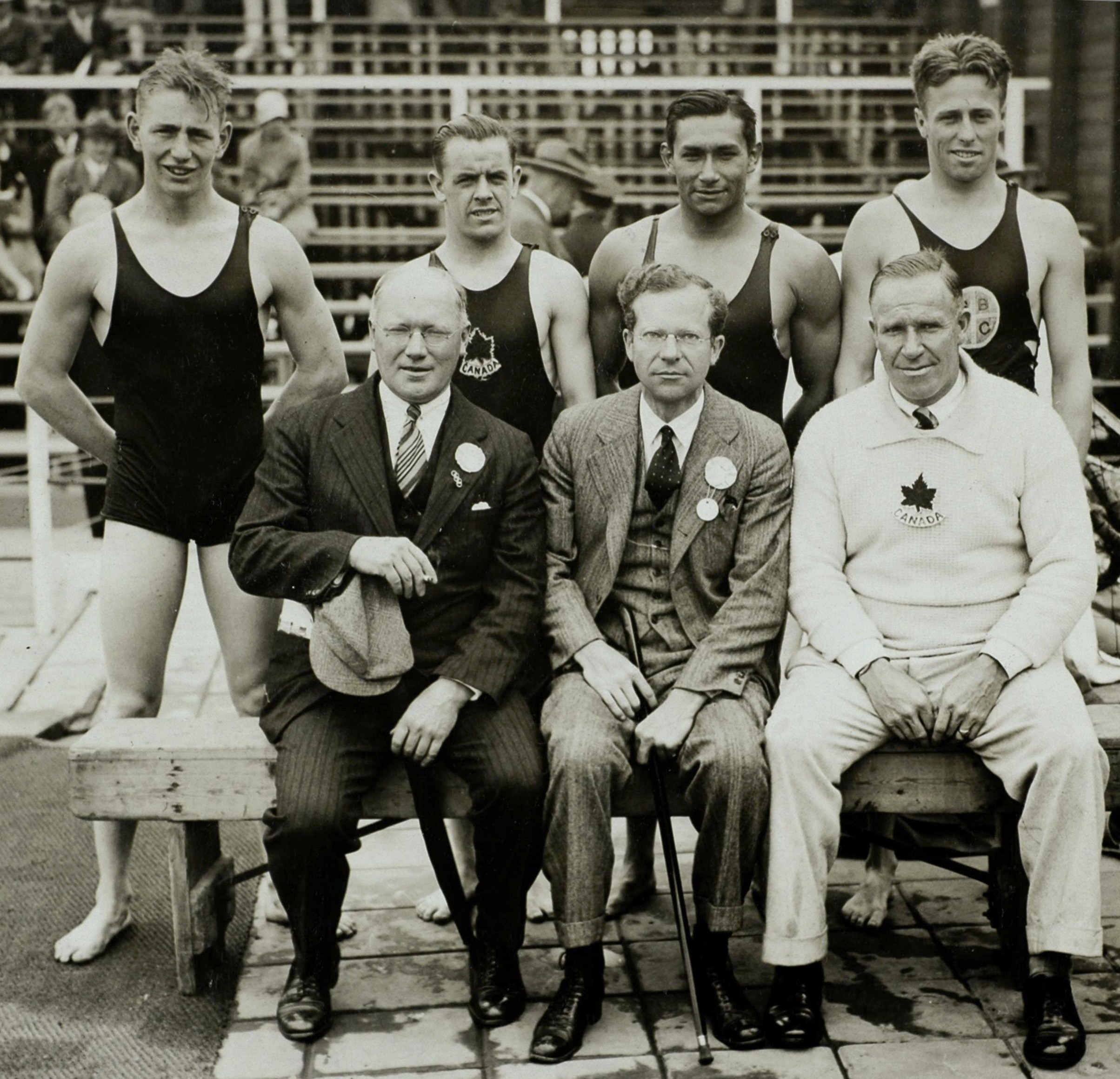
ورزشکاران و مسابقه دهنده های کانادایی در المپیک تابستانی ۱۹۲۸

کانادا در بازی‌های المپیک تابستانی ۱۹۲۸ که در شهر آمستردام برگزار شد، کاروان کانادا با ۶۹ ورزشکار در این رقابت‌ها شرکت کرد و موفق به کسب ۱۵ مدال (۴ طلا، ۴ نقره، ۷ برنز) شد. در جدول رتبه‌بندی توزیع مدال‌ها، کانادا در ردهٔ ۱۰ مسابقات قرار گرفت.